# Khamisiyah
Khamisiyah (in arabo الخميسية‎? Khamisiyah) è un'area nel sud dell'Iraq situata a circa 350 km a sud est di Baghdad, 200 km a nord-ovest di Kuwait City e 270 km a nord di Al Qaysumah. Dal punto di vista amministrativo fa parte della provincia di Dhi Qar. L'area contiene alcune piccole città, tra cui Khamisiyah e Sahalat, con una popolazione stimata di 8.500 abitanti. Probabilmente è più noto per il deposito di munizioni di Khamisiyah (noto anche come deposito di munizioni di Tel Al Lahm) costruito e utilizzato durante il regime di Saddam Hussein.

## Guerra del Golfo Persico
Il deposito di munizioni di Khamisiya era un sito di circa 25 chilometri quadrati e consisteva di due sezioni: uno di 88 magazzini, l'altro di 100 bunker di cemento indurito circondati da una palude e recinzioni di sicurezza.
Nel marzo 1991, gli ingegneri di combattimento e le squadre dell'EOD (Explosive Ordnance Disposal) dell'esercito americano, condussero un'operazione di demolizione. L'intero complesso di stoccaggio, contenente enormi quantità di munizioni, sarebbe stato distrutto. Il 4 marzo, tutte le cariche esplosive sono state fatte esplodere e i testimoni hanno dichiarato che l'esplosione risultante ha prodotto un impressionante Fungo atomico. Non è stato confermato se e come questa esplosione abbia colpito i civili iracheni nell'area. 
All'epoca non era noto, ma si ritiene che la distruzione degli ordigni a Khamisiya abbia di conseguenza rilasciato nell'atmosfera agenti nervini come sarin e ciclosarina. Modelli generati dal computer basati su condizioni atmosferiche hanno previsto che le nuvole di agenti nervini si sarebbero spostate a sud e avrebbero raggiunto le truppe alleate. I registri mostrano anche che i sensori nucleari, biologici, chimici (NBC) che monitorano l'aria hanno presto riportato tracce di agenti nervini. Queste unità di rilevamento della NBC erano unità militari di diversi paesi alleati, tra cui Stati Uniti, Regno Unito e Polonia. 

### Conseguenze
Per molto tempo non è stato chiaro se a Khamisiya siano state o meno utilizzate armi chimiche, in parte a causa di un nome alternativo usato dall'esercito iracheno (Tal al Lahm), e in parte perché c'erano altre aree di deposito di munizioni nell'area, incluso la base aerea di Talil e nella vicina città di An Nasiriyah. Nel 1996, il Dipartimento della Difesa scoprì che erano presenti agenti nervosi nelle strutture di deposito di Khamisiya. Nell'aprile 2002, il Dipartimento della Difesa degli Stati Uniti ha pubblicato due rapporti relativi alle operazioni a Khamisiya durante la Guerra del Golfo.
Alcuni veterani della Guerra del Golfo presenti nell'area hanno riportato sintomi che soddisfano le definizioni della Sindrome della Guerra del Golfo, mentre altri non hanno riportato sintomi. Il Dipartimento della Difesa degli Stati Uniti sta proseguendo le indagini o sta finanziando studi indipendenti, ha continuato i tentativi di tenere traccia dei veterani e monitorare i cambiamenti nello stato personale, nonché informare i veterani e il pubblico di qualsiasi progresso relativo alla ricerca. Il Dipartimento degli affari dei veterani degli Stati Uniti continua a trattare i veterani che segnalano sintomi correlati o simili alla sindrome della guerra del Golfo.